# ويليام أ. إيرل
ويليام أ. إيرل (بالإنجليزية: William A. Earle)‏ هو فيلسوف أمريكي، ولد في 1919 في ساغيناو في الولايات المتحدة، وتوفي في 16 أكتوبر 1988 في إيفانستون في الولايات المتحدة.